# Дмитрий

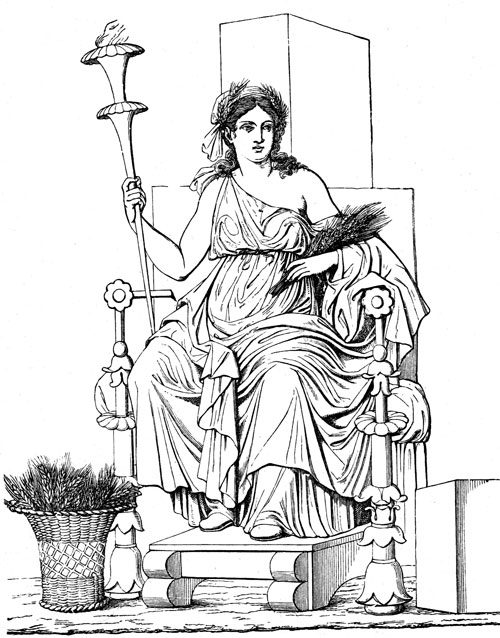
Деметра

Дми́трий (см. также Деметрий) — распространённое мужское имя греческого происхождения. Происхождение имени связано с именем древнегреческой богини земли и плодородия Деметры. Значение имени — «посвящённый богине Деметре» (Митре).
Церковнославянская форма — Димитрий, древнерусские — Дъмитръ (откуда уменьшительное Дъмъка, Домка).
Уменьшительное (с XIII—XIV веков) — Митя, в XX веке потеснено новым (образованным от церковнославянской формы) Дима.

## Именины и святые
Именины в Русской православной церкви:
- 31 (18) января — преподобный Димитрий.
- 7 февраля (25 января) — преподобный Димитрий Скевофилакс.
- 9 февраля (27 января) — мученик Димитрий Константинопольский.
- 11 февраля (29 января) — мученик Димитрий Хиосский.
- 16 (3) февраля — праведный Димитрий Юрьевский, сын благоверного князя Святослава (рус.).
- 24 (11) февраля — преподобный Димитрий Прилуцкий, Вологодский (рус.).
- 1 апреля (19 марта) — мученик Димитрий Торнара.
- 26 (13) апреля — мученик Димитрий Пелопоннесский (1803).
- 28 (15) мая — страстотерпец благоверный царевич Димитрий, Угличский и Московский (рус.).
- 1 июня (19 мая) — благоверный князь Димитрий Донской (рус.).
- 5 июня (23 мая) — святитель Димитрий, митрополит Ростовский (рус.) и страстотерпец благоверный царевич Димитрий, Угличский и Московский (рус.).
- 10 июня (28 мая) и 15 (2) июня — мученик Димитрий.
- 16 (3) июня — страстотерпец благоверный царевич Димитрий Угличский и Московский (рус.) (перенесение мощей из Углича в Москву).
- 3 июля (20 июня) — Димитрий Саламинский (Кипрский), диакон, священномученик.
- 21 (8) июля — преподобный Димитрий Басарбовский (рус.) (перенесение мощей).
- 22 (9) августа — мученик Димитрий Константинопольский.
- 22 (9) августа и 24 (11) сентября — мученик Димитрий Скепсийский (Геллеспонтский).
- 4 октября (21 сентября) — святитель Димитрий, митрополит Ростовский (рус.) (обретение мощей).
- 7 октября (24 сентября) — преподобный Давид, в миру Димитрий.
- 15 (2) октября — мученик Димитрий Казанский (рус.).
- 8 ноября (26 октября) — великомученик Димитрий Солунский; преподобный Димитрий Басарбовский (рус.) и преподобный Димитрий Цилибипский (рус.).
- 10 ноября (28 октября) — святитель Димитрий, митрополит Ростовский (рус.).
- 28 (15) ноября — мученик Димитрий Дабудский.

## Производные
- От имени Дмитрий произошли такие русские фамилии, как Дмитриев, Димитриев, Дмитриевский; украинские — Дмитренко и Дмитриченко, а также сербская Дмитрович.
- Различные разговорные формы этого имени образовали следующие фамилии: Митасов, Митин, Митков, Митреев, Митриков, Митрохин, Митрошин, Митрошинов, Митрошкин, Митрюшкин, Митруков, Митряев, Митусов, Митькин, Митьков, Митьковский, Митюмов, Митюрев, Митюхин, Митюшин, Митюшкин, Митягин, Митяев, Митяков, Митянин, Митякин, Митяшев, Митяшин, Мичурин. Однако, некоторые из этих фамилий могли быть образованы от форм имени Митрофан — являющий мать (греч.)[2].